# Неклоч (Псковська область)
Неклоч (рос. Неклочь) — присілок в Псковському районі Псковської області Російської Федерації.
Населення становить 21 особу. Входить до складу муніципального утворення Тямшанська волость.

## Історія
Від 2015 року входить до складу муніципального утворення Тямшанська волость.

## Населення
| 2001 | 2002 | 2010 |
| ---- | ---- | ---- |
| 27   | ↘23  | ↘21  |